# Santillana del Mar

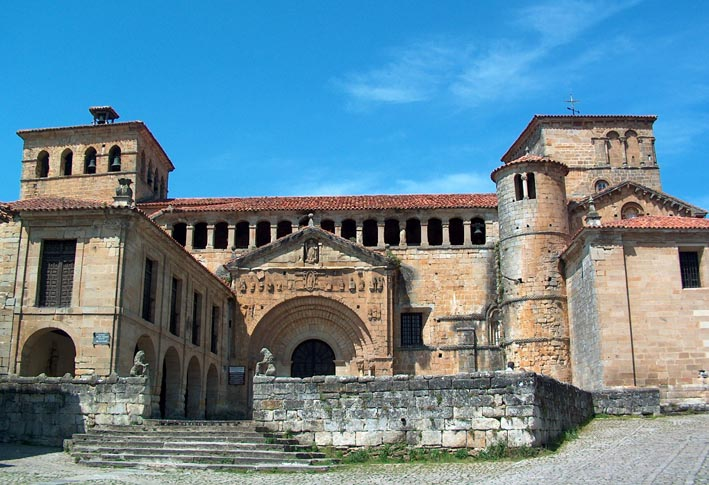
Col·legiata de Santillana del Mar.

Santillana del Mar és un municipi de la Comunitat Autònoma de Cantàbria. Es troba en la costa occidental de Cantàbria, entre els municipis de Suances, Torrelavega, Alfoz de Lloredo i Reocín. Aquest petit municipi, és un dels més importants atractius turístics de tota la regió, ja que alberga la Cova d'Altamira, considerada com la "Capella Sixtina" de l'art rupestre, i la Col·legiata de Santillana del Mar, que data del segle xii.
Santillana del Mar té, així mateix, un Zoològic i Jardí Botànic d'importants dimensions en els quals predomina la fauna ibèrica, destacant un insectari colonitzat completament per papallones de totes les grandàries, formes i colors. A més existeixen diversos museus, entre els quals destaca el Museu de la Inquisició, el Museu Diocesà Regina Coeli i el Museu de Jesús Otero.

## Localitats
- Arroyo, 43 hab.
- Camplengo, 201 hab.
- Herrán, 204 hab.
- Mijares, 124 hab.
- Queveda, 586 hab.
- Santillana del Mar (Capital), 1.108 hab.
- Ubiarco, 246 hab.
- Vispieres, 337 hab.
- Viveda, 1.069 hab.
- Yuso, 65 hab.

## Demografia
| 1900  | 1910  | 1920  | 1930  | 1940  | 1950  | 1960  | 1970  | 1981  | 1991  | 2005  |
| ----- | ----- | ----- | ----- | ----- | ----- | ----- | ----- | ----- | ----- | ----- |
| 1.623 | 1.886 | 2.272 | 2.624 | 2.657 | 3.155 | 3.703 | 3.917 | 3.884 | 3.839 | 4.022 |

Font: INE